# 231307 Peterfalk
231307 Peterfalk è un asteroide della fascia principale esterna. Scoperto nel 2006, presenta un'orbita caratterizzata da un semiasse maggiore pari a 2,865949 UA e da un'eccentricità di 0,083243, inclinata di 1,069466° rispetto all'eclittica.
Fa parte della famiglia di asteroidi Karin, a sua volta sottogruppo della famiglia Coronide.
È dedicato a Peter Falk, noto attore statunitense.